# Тёртое какао

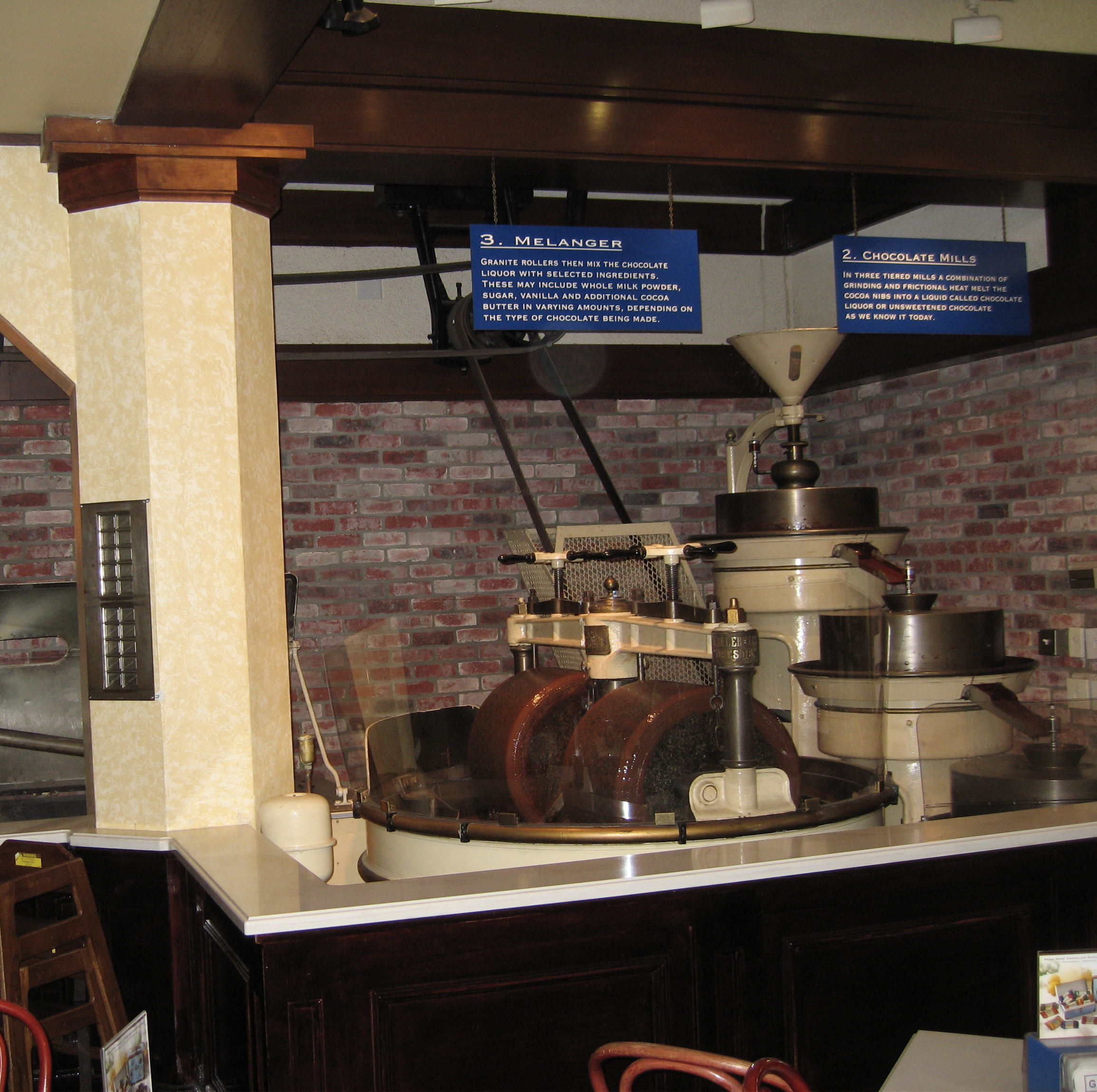
Аппарат для переработки какао-бобов в шоколад

Тёртое какао — промежуточный продукт переработки какао-бобов в какао-масло.
После ферментирования, просушки, обжарки бобы подлежат дроблению на какаовеллу (шелуха) и какао-крупку (раздробленные ядра). Разогретая крупка какао путём тонкого помола на вальцах либо специальных мельницах преобразуется в тёртое какао, из которого под большим давлением на гидравлических прессах выжимают какао-масло.
Из какао-масла с использованием какао-порошка на кондитерских предприятиях вырабатывается шоколад, тогда как оставшаяся после прессования часть тёртого какао (т. н. какао-жмых) высушивается для производства самого какао-порошка.